# Többszörös Oscar-díjas színészek listája
Ez a szócikk azokat a színészeket, színésznőket sorolja fel, akik egynél több alkalommal nyertek Oscar-díjat.

## Lista
(szögletes zárójelben a jelölések száma)

### Négy díjat nyert
- Katharine Hepburn [12]

Legjobb női főszereplő: Morning Glory < Morning Glory > (1932/33)
Legjobb női főszereplő: Találd ki, ki jön vacsorára! < Guess Who's Coming to Dinner > (1967)
Legjobb női főszereplő: Az oroszlán télen < The Lion in Winter > (1968)
Legjobb női főszereplő: Az aranytó < On Golden Pond > (1981)

### Három díjat nyert
- Ingrid Bergman [7]

Legjobb női főszereplő: Gázláng < Gaslight > (1944)
Legjobb női főszereplő: Anasztázia < Anastasia > (1956)
Legjobb női mellékszereplő: Gyilkosság az Orient Expresszen < Murder on the Orient Express > (1974)
- Walter Brennan [4]

Legjobb férfi mellékszereplő: < Come and get it > (1936)
Legjobb férfi mellékszereplő: < Kentucky > (1938)
Legjobb férfi mellékszereplő: Ember a láthatáron < The Westerner > (1940)
- Jack Nicholson [12]

Legjobb férfi főszereplő: Száll a kakukk fészkére < One Flew Over the Cuckoo's Nest > (1975)
Legjobb férfi mellékszereplő: Becéző szavak < Terms of Endearment > (1983)
Legjobb férfi főszereplő: Lesz ez még így se! < As Good As It Gets > (1997)
- Meryl Streep [21]

Legjobb női mellékszereplő: Kramer kontra Kramer < Kramer vs. Kramer > (1979)
Legjobb női főszereplő: Sophie választása < Sophie's Choice > (1982)
Legjobb női főszereplő: A Vaslady < The Iron Lady > (2011)
- Frances McDormand

Legjobb női főszereplő: Fargo > Fargo > (1996)
Legjobb női főszereplő: Három óriásplakát Ebbing határában > Three Billboards Outside Ebbing, Missouri > (2017)
Legjobb női főszereplő: A nomádok földje > Nomadland > (2020)
- Daniel Day-Lewis [6]

Legjobb férfi főszereplő: A bal lábam < My Left Foot > (1989)
Legjobb férfi főszereplő: Vérző olaj < There Will Be Blood > (2007)
Legjobb férfi főszereplő: Lincoln (2013)

### Két díjat nyert
- Marlon Brando [8]

Legjobb férfi főszereplő: A rakparton < On the Waterfront > (1954)
Legjobb férfi főszereplő: A Keresztapa < The Godfather > (1972)
- Michael Caine [6]

Legjobb férfi mellékszereplő: Hannah és nővérei < Hannah and Her Sisters > (1986)
Legjobb férfi mellékszereplő: Árvák hercege < The Cider House Rules > (1999)
- Gary Cooper [5]

Legjobb férfi főszereplő: York őrmester < Sergeant York > (1941)
Legjobb férfi főszereplő: Délidő < High Noon > (1952)
(Életműdíj – 1960)
- Bette Davis [10]

Legjobb női főszereplő: Veszélyes < Dangerous > (1935)
Legjobb női főszereplő: Jezabel < Jezebel > (1938)
- Christoph Waltz

Legjobb férfi mellékszereplő: Becstelen brigantyk < Hans Landa > (2009)
Legjobb férfi mellékszereplő: Django elszabadul < Dr King Schulz > (2012)
- Sean Penn [5]

Legjobb férfi főszereplő: Titokzatos folyó < Mystic River > (2004)
Legjobb férfi főszereplő: Milk < Milk > (2008)
- Olivia de Havilland [5]

Legjobb női főszereplő: Kisiklott élet < To Each his Own > (1946)
Legjobb női főszereplő: Az örökösnő < The Heiress > (1949)
- Robert De Niro [6]

Legjobb férfi mellékszereplő: A Keresztapa II. < The Godfather: Part II > (1974)
Legjobb férfi főszereplő: Dühöngő bika < Raging Bull > (1980)
- Melvyn Douglas [3]

Legjobb férfi mellékszereplő: Hud < Hud > (1963)
Legjobb férfi mellékszereplő: Isten hozta, Mr! < Being there > (1979)
- Sally Field [2]

Legjobb női főszereplő: < Norma Rae > (1979)
Legjobb női főszereplő: Hely a szívemben < Places in the Heart > (1984)
- Jane Fonda [7]

Legjobb női főszereplő: Klute < Klute > (1971)
Legjobb női főszereplő: Hazatérés < Coming home > (1978)
- Jodie Foster [4]

Legjobb női főszereplő: A vádlottak < The Accused > (1988)
Legjobb női főszereplő: A bárányok hallgatnak < The Silence of the Lambs > (1991)
- Gene Hackman [5]

Legjobb férfi főszereplő: Francia kapcsolat < The French Connection > (1971)
Legjobb férfi mellékszereplő: Nincs bocsánat < Unforgiven > (1992)
- Tom Hanks [5]

Legjobb férfi főszereplő: Philadelphia – Az érinthetetlen < Philadelphia > (1993)
Legjobb férfi főszereplő: Forrest Gump < Forrest Gump > (1994)
- Helen Hayes [2]

Legjobb női főszereplő: < The Sin of Madelon Claudet > (1931/32)
Legjobb női mellékszereplő: < Airport > (1970)
- Dustin Hoffman [7]

Legjobb férfi főszereplő: Kramer kontra Kramer < Kramer vs. Kramer > (1979)
Legjobb férfi főszereplő: Esőember < Rain Man > (1988)
- Anthony Hopkins [6]

Legjobb férfi főszereplő: A bárányok hallgatnak < The Silence of the Lambs > (1991)
Legjobb férfi főszereplő: Az apa < The Father > (2020)
- Glenda Jackson [4]

Legjobb női főszereplő: Szerelmes asszonyok < Women in Love > (1970)
Legjobb női főszereplő: Egy kis előkelőség < The Touch of Class > (1973)
- Jessica Lange [6]

Legjobb női mellékszereplő: Aranyoskám < Tootsie > (1982)
Legjobb női főszereplő: Kék ég < Blue Sky > (1994)
- Vivien Leigh [2]

Legjobb női főszereplő: Elfújta a szél < Gone with the Wind > (1939)
Legjobb női főszereplő: A vágy villamosa < A Streetcar Named Desire > (1951)
- Jack Lemmon [8]

Legjobb férfi mellékszereplő: Mr Roberts < Mister Roberts > (1955)
Legjobb férfi főszereplő: Mentsd meg a tigrist! < Save the Tiger > (1973)
- Fredric March [5]

Legjobb férfi főszereplő: Dr. Jekyll és Mr. Hyde < Dr Jekyll and Mr Hyde > (1931/32)
Legjobb férfi főszereplő: Életünk legszebb évei < The Best Years of Our Lives > (1946)
- Anthony Quinn [4]

Legjobb férfi mellékszereplő: Viva Zapata! < Viva Zapata! > (1952)
Legjobb férfi mellékszereplő: A nap szerelmese < Lust for Life > (1956)
- Luise Rainer [2]

Legjobb női főszereplő: A nagy Ziegfeld < The Great Siegfeld > (1936)
Legjobb női főszereplő: Édes anyaföld < The Good Earth > (1937)
- Jason Robards [3]

Legjobb férfi mellékszereplő: Az elnök emberei < All the President’s Men > (1976)
Legjobb férfi mellékszereplő: Júlia < Julia > (1977)
- Maggie Smith [6]

Legjobb női főszereplő: Miss Jean Brodie virágzása < The Prime of Miss Jean Brodie > (1969)
Legjobb női mellékszereplő: Kaliforniai lakosztály < California Suite > (1978)
- Kevin Spacey [2]

Legjobb férfi mellékszereplő: Közönséges bűnözők < The Usual Suspects >(1995)
Legjobb férfi főszereplő: Amerikai szépség < American Beauty > (1999)
- Hilary Swank [2]

Legjobb női főszereplő: A fiúk nem sírnak < Boys Don't Cry > (1999)
Legjobb női főszereplő: Millió dolláros bébi < Million Dollar Baby > (2004)
- Elizabeth Taylor [5]

Legjobb női főszereplő: Modern kaméliás hölgy < Butterfield 8 > (1960)
Legjobb női főszereplő: Nem félünk a farkastól < Who's Afraid of Virginia Woolf? > (1966)
- Spencer Tracy [9]

Legjobb férfi főszereplő: A bátrak kapitánya < Captains Courageous > (1937)
Legjobb férfi főszereplő: A fiúk városa < Boys Town > (1938)
- Peter Ustinov [3]

Legjobb férfi mellékszereplő: Spartacus < Spartacus > (1960)
Legjobb férfi mellékszereplő: Topkapi < Topkapi > (1964)
- Denzel Washington [5]

Legjobb férfi mellékszereplő: Az 54. hadtest < Glory > (1989)
Legjobb férfi főszereplő: Kiképzés < Training Day > (2001)
- Dianne Wiest [3]

Legjobb női mellékszereplő: Hannah és nővérei < Hannah and Her Sisters > (1986)
Legjobb női mellékszereplő: Lövések a Broadwayn < Bullets Over Broadway > (1994)
- Shelley Winters [4]

Legjobb női mellékszereplő: Anne Frank naplója < The Diary of Anne Frank > (1959)
Legjobb női mellékszereplő: Fekete-fehér < The Patch of Blue > (1965)